# Цилиань (станция метро)
«Цилиань» (англ. Qilian; кит. 唭哩岸) — станция линии Даньшуй Тайбэйского метрополитена. Станция открыта 28 марта 1997 года в составе первого участка линии Даньшуй. Располагается между станциями «Циянь» и «Шипай». Находится на территории района Бэйтоу в Тайбэе.

## Техническая характеристика
Станция «Цилиань» — эстакадная с островной платформой. На станции есть один выход, оснащённый эскалаторами и лифтом для пожилых людей и инвалидов. 24 июля 2018 года на станции были установлены автоматические платформенные ворота.

## Близлежащие достопримечательности

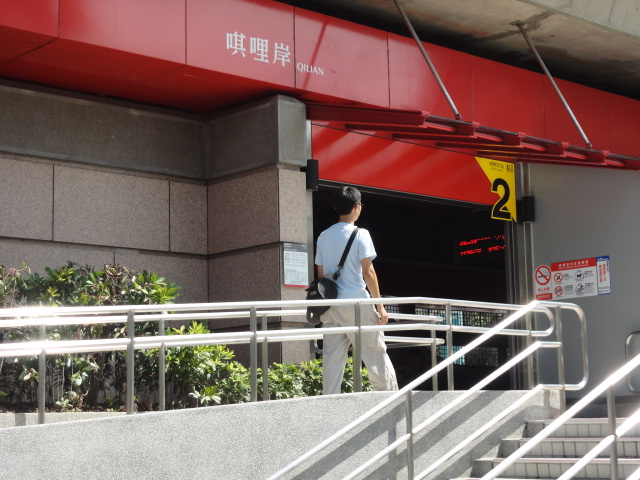
Ex2

Недалеко от станции находятся парки Дунхуа и Линун.